# José Eugenio Hernández
José Eugenio Hernández Sarmiento (Bogotá, Colombia; 18 de marzo de 1956) más conocido como "Cheche Hernández" es un exfutbolista y entrenador de fútbol colombiano. Actualmente dirige al Técnico Universitario de la Serie A Ecuador.

## Jugador
Durante la temporada 1976-77, Cheché entabló contacto con Jaime "El Loco" Arroyave , quien lo invitó a probar suerte en Millonarios. Sin embargo, Cheché optó por desistir de esa oportunidad, pues había ingresado a la universidad para cursar la carrera de Administración de Empresas. Según relata Cheché, después de este suceso, se trasladó a la ciudad de Medellín, donde trabajó durante un tiempo en el hotel en el que se hospedaba, un lugar frecuentado por los jugadores del Atlético Nacional, con quienes estableció estrechas amistades. Al culminar ese periodo, Cheché regresó a su natal Bogotá, donde se reencontró con "El Loco" Arroyave, quien lo convenció esta vez de unirse al entrenamiento del club embajador. Tras solo tres sesiones de entrenamiento, fue inscrito en la nómina profesional, debutando ese mismo fin de semana en el enfrentamiento entre Atlético Nacional y Millonarios, jugado en Bogotá. En ese partido, Cheché arrancó como titular, y durante el saludo de fair play, los jugadores de Nacional no podían creer que el joven con el que departían casi que a diario estuviera ahora compitiendo en la cancha con ellos.
Cheché jugó durante ocho años en Millonarios , participando en 220 partidos y anotando tres goles. En junio de 1987, firmó un contrato por un año con el Deportivo Cali, equipo con el que disputó 43 encuentros y marcó un gol. Finalmente, se retiró en 1988 con el cuadro azucarero

## Entrenador

### Inicios
Inició su gestión como DT al frente del Deportivo Cali en 1998. Equipo que llevó a la conquista del Campeonato Colombiano 1998 y al subcampeonato de la Copa Libertadores de América 1999.
Posteriormente, en 2001, el Atlético Nacional se hace con sus servicios; pero la mala campaña del equipo verdolaga durante el primer semestre, determinó su salida del equipo.
Para el Torneo Finalización del año 2002, el Cheché, llega a conducir a otro histórico del fútbol colombiano, Millonarios; mas la falta de resultados llevaron a su renuncia.

### Selecciones Panamá, Colombia y Alajuelense
Dos años después es el escogido para guiar los destinos de la Selección Panameña de fútbol, de cara a las eliminatorias de la Concacaf al Mundial Alemania 2006 y la Copa de Oro 2005. Logrando destacadas actuaciones, como calificar al equipo istmeño al hexagonal final, que otorgó tres cupos y medio a la cita orbital, y llevarlo a la final de la Copa de Oro, en la que fue derrotado por la selección de los Estados Unidos.
Su próximo reto será la Liga Deportiva Alajuelense de Costa Rica, equipo al que llegó en mayo de 2006; pero debido a su irregular campaña en el torneo local como en la Copa Sudamericana de ese año, fue relevado de su cargo en enero de 2007.
Más tarde, Hernández se unió como asistente técnico al nuevo cuerpo técnico de la Selección Colombia, comandado por el estratega Jorge Luis Pinto, con el objetivo de clasificar a la tricolor al Mundial Sudáfrica 2010 y lograr una gran gesta en la Copa América Venezuela 2007. No obstante, la pésima actuación en el certamen continental, siendo eliminada en primera ronda y, la comprometida situación en las eliminatorias, donde el equipo cafetero cayó derrotado de manera consecutiva frente a rivales directos como Uruguay y Chile, además del pobre nivel de juego, condujeron a la Federación Colombiana de Fútbol, a prescindir de los servicios del cuerpo técnico, incluido el propio Cheché.

### Segunda etapa en Cali y Junior
En el Torneo Apertura 2009, asume, por segunda vez, la conducción del Deportivo Cali, clasificándole para las semifinales. Pero en el segundo semestre del año, las cosas no marcharon de la mejor forma; una eliminación tempranera de la Copa Sudamericana y, los últimos lugares del campeonato nacional, llevaron a su salida del equipo al finalizar la temporada.
El 1 de septiembre de 2011, el Cheché se hace cargo de la dirección técnica del Atlético Junior. Club con el que obtuvo el título del Torneo Finalización, derrotando nuevamente en una final, como entrenador, al Once Caldas. Sin embargo, durante 2012 no consiguió los resultados esperados, ello sentenció la no renovación de su contrato para el año siguiente.

### UTC y República Dominicana
Más adelante, en 2014, dirige a UTC de Cajamarca de Perú.
Para 2015, Hernández fue el encargado de dirigir a la Selección de República Dominicana en el proceso rumbo al Mundial Rusia 2018. No obstante, sólo estuvo dos meses al frente del seleccionado.

### Quindío y Tolima
En 2016 llega al banco técnico del Deportes Quindío, equipo de la segunda división del fútbol colombiano, con el fin de ascenderlo a la máxima categoría. Sin embargo, abandona el puesto tras la finalización de la temporada al no conseguir el objetivo.
Para junio de 2017, el Cheché asumió las riendas del Deportes Tolima; pero es destituido poco tiempo después por los malos resultados.

### Técnico Universitario
Dirigió aceptablemente al equipo Técnico Universitario de Ecuador desde 1 de mayo de 2019 (fecha 13) hasta el 6 de mayo de 2022 (fecha 12).

### Patriotas Boyacá
El 5 de junio de 2022 es presentado como nuevo entrenador del Patriotas Boyacá, remplazando al entrenador Arturo Boyacá.

### Técnico Universitario (segunda etapa)
Para el 20 de marzo de 2025, se anuncia su llegada el club.

## Estadísticas como jugador

### Clubes
| Club                      | Temporada           | Liga | Liga  | Copa Libertadores | Copa Libertadores | Total | Total |
| Club                      | Temporada           | PJ.  | Goles | PJ.               | Goles             | PJ.   | Goles |
| ------------------------- | ------------------- | ---- | ----- | ----------------- | ----------------- | ----- | ----- |
| Millonarios · Colombia    | 1978-86             | 215  | 3     | 5                 | 0                 | 220   | 3     |
| Deportivo Cali · Colombia | 1987-88             | 41   | 1     | 2                 | 0                 | 43    | 1     |
| Total en su carrera       | Total en su carrera | 256  | 4     | 7                 | 0                 | 263   | 4     |

### Selección nacional
| Selección         | Año               | Eliminatorias Mundialistas | Eliminatorias Mundialistas | Copa América | Copa América | Copa Mundial | Copa Mundial | Amistosos | Amistosos | Total | Total |
| Selección         | Año               | Part.                      | Goles                      | Part.        | Goles        | Part.        | Goles        | Part.     | Goles     | Part. | Goles |
| ----------------- | ----------------- | -------------------------- | -------------------------- | ------------ | ------------ | ------------ | ------------ | --------- | --------- | ----- | ----- |
| Colombia Absoluta | 1985              | 1                          | 0                          | --           | --           | --           | --           | --        | --        | 1     | 0     |
| Colombia Absoluta | Total             | 1                          | 0                          | --           | --           | --           | --           | --        | --        | 1     | 0     |
| Total en Colombia | Total en Colombia | 1                          | 0                          | 0            | 0            | 0            | 0            | 0         | 0         | 1     | 0     |

## Estadísticas como entrenador

### Asistente técnico
| Equipo                                 | AT de:                          | Periodo                         | Periodo                         | Historial | Historial | Historial | Historial | Historial |
| Equipo                                 | AT de:                          | De                              | A                               | PJ        | PG        | PE        | PP        | %         |
| -------------------------------------- | ------------------------------- | ------------------------------- | ------------------------------- | --------- | --------- | --------- | --------- | --------- |
| Deportivo Cali · Colombia              | Pecoso Castro                   | 1995                            | 1997                            | 146       | 68        | 48        | 30        | 57.54%    |
| Selección Colombia Absoluta · Colombia | Jorge Luis Pinto                | 2007                            | 2008                            | 27        | 11        | 7         | 9         | 49.38%    |
| Total como entrenador asistente        | Total como entrenador asistente | Total como entrenador asistente | Total como entrenador asistente | 173       | 79        | 55        | 39        | 56.26%    |

### Entrenador

#### En clubes
| Deportivo Cali · Colombia       | 1ª                  | 1998                | 24  | 11 | 10 | 3  | -  | - | - | - | 9  | 4  | 1 | 4  | 33  | 15 | 11 | 7  | 56.56% |
| Deportivo Cali · Colombia       | 1ª                  | 1999                | 50  | 21 | 12 | 17 | -  | - | - | - | 14 | 7  | 1 | 6  | 64  | 28 | 13 | 23 | 50.52% |
| Deportivo Cali · Colombia       | 1ª                  | 2000                | 44  | 16 | 13 | 15 | -  | - | - | - | -  | -  | - | -  | 44  | 16 | 13 | 15 | 46.21% |
| Atlético Nacional · Colombia    | 1ª                  | 2001                | 16  | 4  | 4  | 8  | -  | - | - | - | -  | -  | - | -  | 16  | 4  | 4  | 8  | 33.33% |
| Atlético Nacional · Colombia    | Total               | Total               | 16  | 4  | 4  | 8  | 0  | 0 | 0 | 0 | 0  | 0  | 0 | 0  | 16  | 4  | 4  | 8  | 33.33% |
| Millonarios · Colombia          | 1ª                  | 2002                | 13  | 2  | 4  | 7  | -  | - | - | - | -  | -  | - | -  | 13  | 2  | 4  | 7  | 25.64% |
| Millonarios · Colombia          | Total               | Total               | 13  | 2  | 4  | 7  | 0  | 0 | 0 | 0 | 0  | 0  | 0 | 0  | 13  | 2  | 4  | 7  | 25.64% |
| Alajuelense · Costa Rica        | 1ª                  | 2006                | 22  | 13 | 2  | 7  | -  | - | - | - | 2  | 0  | 0 | 2  | 24  | 13 | 2  | 9  | 56.95% |
| Alajuelense · Costa Rica        | Total               | Total               | 22  | 13 | 2  | 7  | 0  | 0 | 0 | 0 | 2  | 0  | 0 | 2  | 24  | 13 | 2  | 9  | 56.95% |
| Deportivo Cali · Colombia       | 1ª                  | 2009                | 48  | 19 | 18 | 11 | 10 | 4 | 2 | 4 | 2  | 0  | 0 | 2  | 60  | 23 | 20 | 17 | 49.44% |
| Deportivo Cali · Colombia       | Total               | Total               | 166 | 67 | 53 | 46 | 10 | 4 | 2 | 4 | 25 | 11 | 2 | 12 | 201 | 82 | 57 | 62 | 50.25% |
| Junior · Colombia               | 1ª                  | 2011                | 22  | 11 | 7  | 4  | 3  | 0 | 2 | 1 | -  | -  | - | -  | 25  | 11 | 9  | 5  | 56%    |
| Junior · Colombia               | 1ª                  | 2012                | 42  | 17 | 14 | 11 | 14 | 6 | 3 | 5 | 6  | 2  | 1 | 3  | 62  | 25 | 18 | 19 | 50%    |
| Junior · Colombia               | Total               | Total               | 64  | 28 | 21 | 15 | 17 | 6 | 5 | 6 | 6  | 2  | 1 | 3  | 87  | 36 | 27 | 24 | 51.72% |
| UTC Cajamarca · Perú            | 1ª                  | 2014                | 25  | 8  | 5  | 12 | -  | - | - | - | -  | -  | - | -  | 25  | 8  | 5  | 12 | 38.67% |
| UTC Cajamarca · Perú            | 1ª                  | 2015                | -   | -  | -  | -  | 4  | 2 | 0 | 2 | -  | -  | - | -  | 4   | 2  | 0  | 2  | 50%    |
| UTC Cajamarca · Perú            | Total               | Total               | 25  | 8  | 5  | 12 | 4  | 2 | 0 | 2 | 0  | 0  | 0 | 0  | 29  | 10 | 5  | 14 | 40.23% |
| Deportes Quindío · Colombia     | 2ª                  | 2016                | 38  | 16 | 7  | 15 | 8  | 5 | 1 | 2 | -  | -  | - | -  | 46  | 21 | 8  | 17 | 51.45% |
| Deportes Quindío · Colombia     | Total               | Total               | 38  | 16 | 7  | 15 | 8  | 5 | 1 | 2 | 0  | 0  | 0 | 0  | 46  | 21 | 8  | 17 | 51.45% |
| Deportes Tolima · Colombia      | 1ª                  | 2017                | 9   | 3  | 2  | 4  | -  | - | - | - | -  | -  | - | -  | 9   | 3  | 2  | 4  | 40.74% |
| Deportes Tolima · Colombia      | Total               | Total               | 9   | 3  | 2  | 4  | 0  | 0 | 0 | 0 | 0  | 0  | 0 | 0  | 9   | 3  | 2  | 4  | 40.74% |
| Técnico Universitario · Ecuador | 1ª                  | 2019                | 18  | 4  | 6  | 8  | 6  | 4 | 0 | 2 | -  | -  | - | -  | 24  | 8  | 6  | 10 | 41.66% |
| Técnico Universitario · Ecuador | 1ª                  | 2020                | 30  | 11 | 9  | 10 | -  | - | - | - | -  | -  | - | -  | 30  | 11 | 9  | 10 | 46.67% |
| Técnico Universitario · Ecuador | 1ª                  | 2021                | 30  | 8  | 11 | 11 | -  | - | - | - | -  | -  | - | -  | 30  | 8  | 11 | 11 | 38.89% |
| Técnico Universitario · Ecuador | 1ª                  | 2022                | 12  | 2  | 3  | 7  | -  | - | - | - | -  | -  | - | -  | 12  | 2  | 3  | 7  | 25%    |
| Patriotas Boyacá · Colombia     | 1ª                  | 2022                | 14  | 2  | 4  | 8  | -  | - | - | - | -  | -  | - | -  | 14  | 2  | 4  | 8  | 23.81% |
| Patriotas Boyacá · Colombia     | Total               | Total               | 14  | 2  | 4  | 8  | 0  | 0 | 0 | 0 | 0  | 0  | 0 | 0  | 14  | 2  | 4  | 8  | 23.81% |
| Técnico Universitario · Ecuador | 1ª                  | 2025                |     |    |    |    | -  | - | - | - | -  | -  | - | -  |     |    |    |    | 41.66% |
| Técnico Universitario · Ecuador | Total               | Total               | 90  | 25 | 29 | 36 | 6  | 4 | 0 | 2 | 0  | 0  | 0 | 0  | 96  | 29 | 29 | 38 | 40.28% |
| Total en su carrera             | Total en su carrera | Total en su carrera |     |    |    |    |    |   |   |   |    |    |   |    |     |    |    |    | 49.91% |
| 1. 2.                           |                     |                     |     |    |    |    |    |   |   |   |    |    |   |    |     |    |    |    |        |

#### En selecciones
| Panamá Absoluta               | 17 de julio de 2003  | 14 de octubre de 2005 | 41 | 10 | 11 | 20 | 33.33% |
| República Dominicana Absoluta | 14 de marzo de 2015  | 17 de mayo de 2015    | 1  | 0  | 0  | 1  | 0%     |
| Total en Selecciones          | Total en Selecciones | Total en Selecciones  | 42 | 10 | 11 | 21 | 32.54% |

## Palmarés

### Como jugador
| Título           | Club        | País     | Año  |
| ---------------- | ----------- | -------- | ---- |
| Primera División | Millonarios | Colombia | 1978 |

### Como entrenador
| Título              | Club           | País     | Año  |
| ------------------- | -------------- | -------- | ---- |
| Primera División    | Deportivo Cali | Colombia | 1998 |
| Torneo Finalización | Junior         | Colombia | 2011 |